# Р. К. Горман
Рудолф Карл Горман (26. јул 1931 — 3. новембар 2005) био је амерички уметник из Навахо нације.

## Биографија
Године 1958. добио је прву стипендију Савета племена Навахо за студирање ван САД и уписао се на уметнички програм на Колеџу Мексико Ситија. Касније је студирао уметност на Државном универзитету у Сан Франциску, где је такође радио као модел. Био је отворено геј.
Њујорк Тајмс га описује као „Пикаса међу уметницима америчких домородаца“. Његове слике су првенствено насликане америчким домородцима и одликују се флуидним облицима и живим бојама. Такође је радио у скулптури, керамици и каменој литографији.
Такође је био страствени љубитељ кухиње, аутор четири куварске књиге, (са пратећим цртежима) под називом Актови и храна.

## Утицаји
Горман је сазнао за рад мексичких соцреалиста: Дијега Ривере, Давида Сикеироса и Руфина Тамаја. Постао је инспирисан њиховим бојама и облицима тако да је свој уметнички рад променио од апстракције до апстрактног реализма.
Користио је апстрактне форме и облике како би створио свој јединствени, лични реалистички стил, препознатљив свима који су упознати са његовим радом. Док је био у Мексику, такође је научио камену литографију од мајстора штампара Хосеа Санчеза. Литографију је користио током свог живота као средство за прављење оригиналних уметничких дела.